# 14e régiment de hussards (Autriche-Hongrie)
Pour les articles homonymes, voir 14e régiment.
Le 14e régiment de hussards, connu en 1914 comme 14e régiment de hussards « von Kolossváry », est une unité de l'Armée commune austro-hongroise. Cette unité de hussards impériaux et royaux est créée en 1859 à partir de volontaires.

## Création et différentes dénominations
- 1859 : 14e régiment de hussards volontaires (Freiwilligen-Husarenregiment Nr. 14)

- 1860 : 2e régiment de hussards volontaires (Freiwilligen-Husarenregiment Nr. 2)

- 1862 : 14e régiment de hussards (Husarenregiment Nr. 14)
- 1918 : dissous

Le régiment a plusieurs colonels (Inhaber), qui accolent leur nom au régiment :
- de 1861 à 1872 : comte Pálffy (cs)
- de 1872 à 1909 : grand-duc Vladimir de Russie
- de 1913 à 1916 : von Kolossváry (en)

## Historique

### Création
Le régiment est mis sur pied le 10 septembre 1859 à partir des groupes d'escadrons de hussards volontaires (1er et 2e de Debrecen et Haïdouk et 1er et 2e de Zalaegerszeg), levés pour la guerre d'Italie. Contrairement à l'habitude, l'armée autrichienne ne souhaite pas licencier ces volontaires mais décide de les incorporer dans une unité pérenne. Dénommé 14e régiment de hussards volontaires, le régiment prend le nom de 2e régiment de hussards volontaires le 17 janvier 1860, le 13e régiment de hussards volontaires mis sur pied dans les mêmes circonstances prenant le numéro 1.
Les hussards volontaires sont destinés à être employés pour les patrouilles et les reconnaissances, en petits détachements de cavalerie « la plus légère ». Leurs régiments ont un effectif réduit, avec 815 hommes et 646 chevaux, bien qu'ils possèdent à partir de 1860 huit escadrons (en quatre groupes d'escadrons) contre six dans un régiment de ligne (les 3e et 4e groupes d'escadrons des volontaires étant mis sur pied en janvier 1860 à partir des 4e groupes d'escadrons supprimés dans les régiments de hussards de ligne),.
Les hussards volontaires rejoignent les hussards de ligne en 1862 : le régiment prend le nom de 14e régiment de hussards le 7 janvier 1862. Il est alors réorganisé comme un régiment classique, avec six escadrons en trois groupes.

### Première Guerre mondiale
En 1914, le régiment recrute principalement dans la région de Kassa.

## Uniforme
La couleur distinctive du régiment (présente sur la coiffure et les bas) est le rouge, avec un attila bleu clair. Les olives sont jaunes,,.
Les hussards volontaires portent, à leur formation, un uniforme distinct de celui des autres hussards, marqué par des simplifications : bas plus larges au niveau des cuisses, pas de sabretaches ni de ceinture décorative, remplacement de la cape de cavalerie par un manteau marron foncé, etc. Les hussards volontaires ne portent pas non plus de shako mais un Kutsma (de), une coiffe basse en fourrure avec une poche de tissu de la couleur distinctive du régiment. Le Kutsma est surmontée d'une plume placée à l'avant. Le régiment passe ensuite au shako,.